# Palustriella pluristratosa
Palustriella pluristratosa là một loài rêu trong họ Amblystegiaceae. Loài này được M. Stech & J.-P. Frahm mô tả khoa học đầu tiên năm 2001.